# Mapa color de rosa

Mapa cor-de-rosa

El Mapa color de rosa (o Mapa cor-de-rosa en portuguès) va ser un document de 1890 que representava les ambicions territorials de Portugal entre les seves ex-colònies d'Angola i Moçambic, on avui se situen els estats independents de Zàmbia, Zimbàbue i Malaui.

## Història

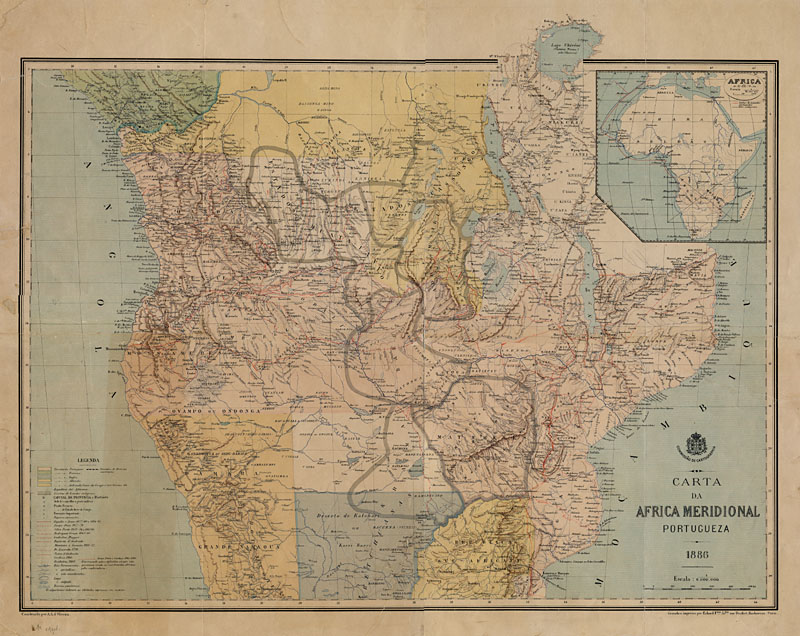
Versió original del Mapa Cor-de-Rosa.

Després de la independència de Brasil en 1822, Portugal va començar a centrar els seus esforços a explorar l'interior de les seves colònies d'Àfrica, Angola i Moçambic, de les quals fins aleshores només en controlava alguns enclavaments costaners. En 1877 João de Andrade Corvo va patrocinar diverses expedicions dels exploradors Hermenegildo Capelo i Roberto Ivens, que foren els primers europeus a creuar Àfrica de costa a costa en la dècada de 1880. A aquests els van seguir altres exploradors, com Alexandre de Serpa Pinto, que va ser el primer a establir una ruta raonablement precisa entre Bié (a l'actual territori d'Angola) i Lealui, la capital Lozi en la conca del riu Zambeze (que creua l'actual Zàmbia). Així doncs el projecte de connectar les dues colònies va ser un dels principals objectius de Portugal durant tota la segona meitat del segle xix.
No obstant això, aquesta pretensió resultava inacceptable pels britànics, els quals tenien el seu propi projecte que xocava frontalment amb el portuguès: la connexió terrestre el Caire-Ciutat del Cap, és a dir, tot un vast control territorial en Àfrica que unís per terra Egipte i Sud-àfrica, formant una cadena ininterrompuda de territoris sota control britànic que creués el continent africà de nord a sud.
Portugal va invocar els seus drets al·legant la primacia dels seus exploradors en recórrer la ruta oest-est unint les colònies portugueses, però els "drets històrics" sobre els territoris africans estaven basats gairebé exclusivament en el principi d'uti possidetis conforme al Congrés de Berlín de 1878 (la qual cosa havia provocat una ona de "preses de possessió" practicades per expedicions europees al llarg d'Àfrica). Precisament el document en el qual es basaven els reclams portuguesos era un mapa de les expedicions de Serpa Pinto on el territori entre Angola i Moçambic apareixia pintat en color rosa; la premsa portuguesa i la britànica aviat van popularitzar l'expressió "Mapa rosat" per descriure la pugna entre tots dos països.
El govern de Lisboa, presidit per José Luciano de Castro i el Ministre de Relacions Exteriors Henrique de Barros Gomes, autor ideològic del mapa, va buscar suport de l'Imperi Alemany (que posseïa ja una colònia en l'actual Tanzània, veïna a la zona en disputa), mostrant-li la necessitat de comptar amb un "tercer país" que servís d'aïllant entre les possessions britàniques i alemanyes per així evitar conflictes. També Portugal va pretendre el suport dels bòers del Transvaal incidint en els projectes expansionistes de Gran Bretanya. No obstant això, l'Imperi Alemany va preferir evitar una disputa amb el Regne Unit i els afrikaners del Transvaal tampoc acceptaven un augment de la influència portuguesa al sud d'Àfrica.
Gran Bretanya va rebutjar les intencions portugueses i va aconseguir el suport dels Estats Units per a les seves pretensions; el govern britànic finançava a més una agressiva expansió de la seva influència als territoris de Zàmbia i Rhodèsia (amb suport de l'empresari Cecil Rhodes), incorrent en despeses que l'empobrit Portugal no podia superar. Després d'això, Gran Bretanya va pressionar perquè els portuguesos renunciessin formalment a tota reclamació sobre aquests territoris i això va conduir a l'ultimàtum britànic de 1890, davant el qual Portugal va acabar cedint en no poder rivalitzar de cap manera amb l'Imperi Britànic, la major potència de l'època.
La claudicació portuguesa va causar gran consternació en l'opinió pública lusitana, que considerava el respecte al mapa rosat com una qüestió d'orgull nacional, i el desenllaç de la història mostrava exemplarment la total decadència de l'imperi portuguès, afeblit i sense aliats, causant una major reflexió sobre el destí de Portugal. A més la crisi va acabar danyant seriosament la imatge del rei Carles I de Portugal i de la pròpia monarquia, forjant entre les elits polítiques de Lisboa i Porto l'opció d'una república com a mètode de superar la inacció i passivitat de la qual acusaven la Casa de Bragança.